# Кубок Нейсмита
Кубок Нейсмита (англ. Naismith Cup) — бывшая ежегодная предсезонная выставочная игра Национальной баскетбольной ассоциации. С сезона 1995 по 2000 год она проводилась между двумя канадскими командами НБА, «Торонто Рэпторс» и «Ванкувер Гриззлис», на нейтральных площадках по всей Канаде. По итогам встреч разыгрывался кубок, который был назван в честь Джеймса Нейсмита, канадского изобретателя баскетбола. Первоначально была организована для сбора средств для Федерации баскетбола Канады, по аналогии с Кубком Пирсона, который разыгрывался между канадскими командами Главной лиги бейсбола «Торонто Блю Джейс» и «Монреаль Экспос» (которые с тех пор переехали в Вашингтон). После переезда «Гриззлис» в Мемфис кубок перестал разыгрываться, хотя «Рэпторс» продолжили традицию предсезонных матчей на нейтральных площадках в канадских городах под названием Канадской серии НБА. В пяти состоявшихся встречах «Торонто» одержал победу четыре раз, а «Ванкувер» — один.
В 2003 году розыгрыш Кубка был возобновлён в качестве международного матча между «Рэпторс» и командой из Европы, который проходил в «Эйр Канада Центр» в Торонто. Первым соперником стал греческий «Панатинаикос», вторым — итальянский «Бенеттон Тревизо». В последнем розыгрыше Кубка в 2005 году «Рэпторс» потерпели единственное поражение от израильского «Маккаби» из Тель-Авива. Текущее местонахождение Кубка Нейсмита неизвестно.

## Результаты
| Год                                | Дата       | Город    | Стадион                    | Гости             | Счёт    | Хозяева           | Посещаемость |
| ---------------------------------- | ---------- | -------- | -------------------------- | ----------------- | ------- | ----------------- | ------------ |
| Матчи между «Рэпторс» и «Гриззлис» |            |          |                            |                   |         |                   |              |
| 1995                               | 21 октября | Виннипег | Виннипег Арена             | Торонто Рэпторс   | 98:77   | Ванкувер Гриззлис | 11 203       |
| 1996                               | 27 октября | Калгари  | Кэнэдиан Эйрлайнс Сэдлдоум | Торонто Рэпторс   | 77:80   | Ванкувер Гриззлис | 15 104       |
| 1997                               | 20 октября | Галифакс | Галифакс Метро Центр       | Ванкувер Гриззлис | 98:107  | Торонто Рэпторс   | 8 190        |
| 1999                               | 19 октября | Ванкувер | Дженерал Моторс Плейс      | Торонто Рэпторс   | —       | Ванкувер Гриззлис | —            |
| 2000                               | 18 октября | Эдмонтон | Скайрич Центр              | Торонто Рэпторс   | 110:84  | Ванкувер Гриззлис | 12 852       |
| 2000                               | 12 октября | Оттава   | Корел Центр                | Ванкувер Гриззлис | 92:97   | Торонто Рэпторс   | 14 783       |
| Международные матчи «Рэпторс»      |            |          |                            |                   |         |                   |              |
| 2003                               | 10 октября | Торонто  | Эйр Канада Центр           | Панатинаикос      | 76:100  | Торонто Рэпторс   | 17 749       |
| 2004                               | 20 октября | Торонто  | Эйр Канада Центр           | Бенеттон Тревизо  | 83:86   | Торонто Рэпторс   | 10 668       |
| 2005                               | 16 октября | Торонто  | Эйр Канада Центр           | Маккаби Тель-Авив | 105:103 | Торонто Рэпторс   | 17 281       |

## Другие нейтральные встречи «Рэпторс»
Помимо матчей в рамках Кубка Нейсмита, «Рэпторс» провели ещё несколько предсезонных матчей на нейтральных площадках в канадских городах. Так, в течение первых двух сезонов (1995—1997), до завершения строительства своего нового стадиона «Эйр Канада Центр», «Торонто» провёл три матча регулярного чемпионата на стадионе «Коппс Колизеум» в Гамильтоне, Онтарио. 18 октября 1996 года команда также провела предсезонную игру против «Майами Хит» на «Марин Мидленд Арене» в соседнем Буффало, штат Нью-Йорк, которую посетили 12 748 болельщиков. Там же 15 октября 1998 года была запланирована игра против «Нью-Йорк Никс», но она была отменена из-за локаута НБА в сезоне 1998/99. Впоследствии команда обсуждала возможность проведения дополнительных предсезонных и регулярных матчей в Буффало, поскольку с 1971 по 1975 год «Баффало Брейвз» провели в общей сложности 16 регулярных матчей на «Мейпл Лиф-гарденс» в Торонто. В 2006 году на стадионе «Блю Кросс Арена» в Рочестере, штат Нью-Йорк, «Рэпторс» провели предсезонную игру против «Кливленд Кавальерс», которую посетили 9 429 болельщиков.
После окончания розыгрыша Кубка Нейсмита «Рэпторс» продолжили играть с международными соперниками. В 2006 году канадцы вновь встретились с «Маккаби». В 2007 году в Торонто приехал литовский «Жальгирис», а позже в том же году «Рэпторс» отправились в турне по Европе, где встретились с итальянской «Лоттоматикой» и испанским «Реал Мадрид». На следующий год в Канаду приехал московский ЦСКА, в 2012 году — «Реал Мадрид», в 2014 — израильский «Маккаби» из Хайфы, в 2016 — аргентинский «Сан-Лоренсо де Альмагро», в 2018 — австралийский «Мельбурн Юнайтед», а в 2023 — другой клуб из Австралии «Кэрнс Тайпэнс».
«Торонто» также принимал участие в Глобальных играх НБА, проведя предсезонную игру с «Бостон Селтикс» в Риме в 2007 году, две игры регулярного чемпионата с «Нью-Джерси Нетс» в Лондоне в 2011 году, регулярный матч против «Орландо Мэджик» там же в 2016 году и два предсезонных матча против «Хьюстон Рокетс» в японской Сайтаме в 2019 году.